# DS 9
La DS 9 est une grande berline routière premium du constructeur automobile français DS Automobiles, produite en Chine et commercialisée à partir du printemps 2021.

## Présentation

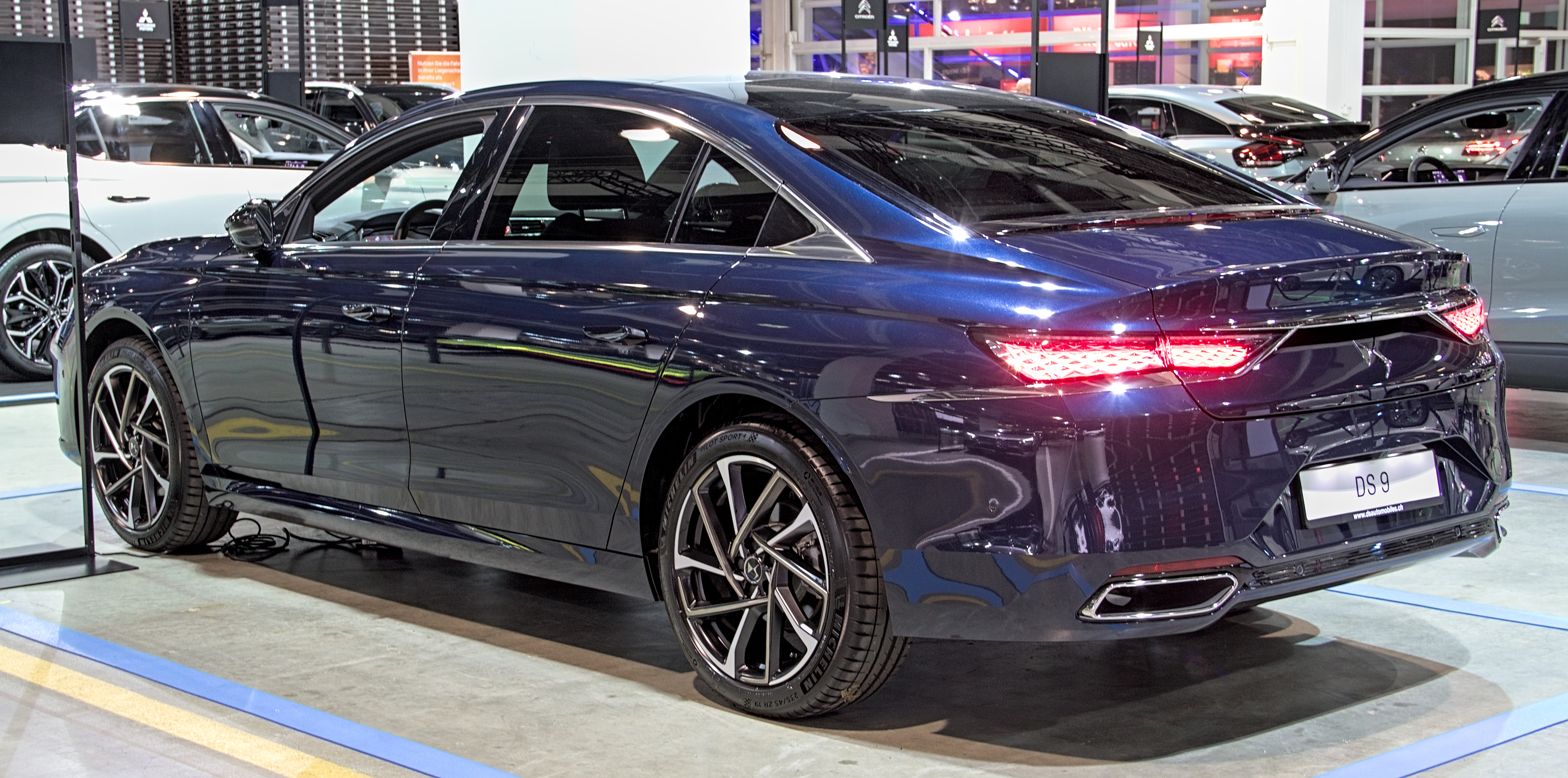
Vue arrière

Le 20 février 2020, DS annonce la présentation imminente d'un nouveau modèle. Il s'agit de la DS 9 (code interne X83) qui est dévoilée officiellement le 27 février 2020 à la presse, et qui devait faire sa première apparition le 3 mars 2020 lors de la 90e édition du salon de Genève en Suisse. Or, celui-ci a été annulé à cause de l'épidémie de coronavirus COVID-19.
À l'origine, la DS 9 devait être dévoilée en avril 2019 à l'occasion du Salon automobile de Shanghai, mais sa présentation a été repoussée une première fois en novembre 2019 pour le salon de Guangzhou en Chine, puis une seconde fois jusqu'en mars 2020.
Après la fin de la coentreprise Changan PSA Automobiles (CAPSA), PSA et Baoneng, qui a repris l’usine de Shenzhen où sont construites les DS chinoises, ont conclu un accord pour produire les DS (dont la prochaine DS 9) à Shenzhen.
La DS 9 est commercialisée officiellement à partir du 10 août 2020 en Chine et au printemps 2021 en Europe.
Contrairement à la DS 7 Crossback qui est produite à la fois en France et en Chine, la DS 9 est assemblée uniquement en Chine par Baoneng, au sein de son usine de Shenzhen.

## Finitions

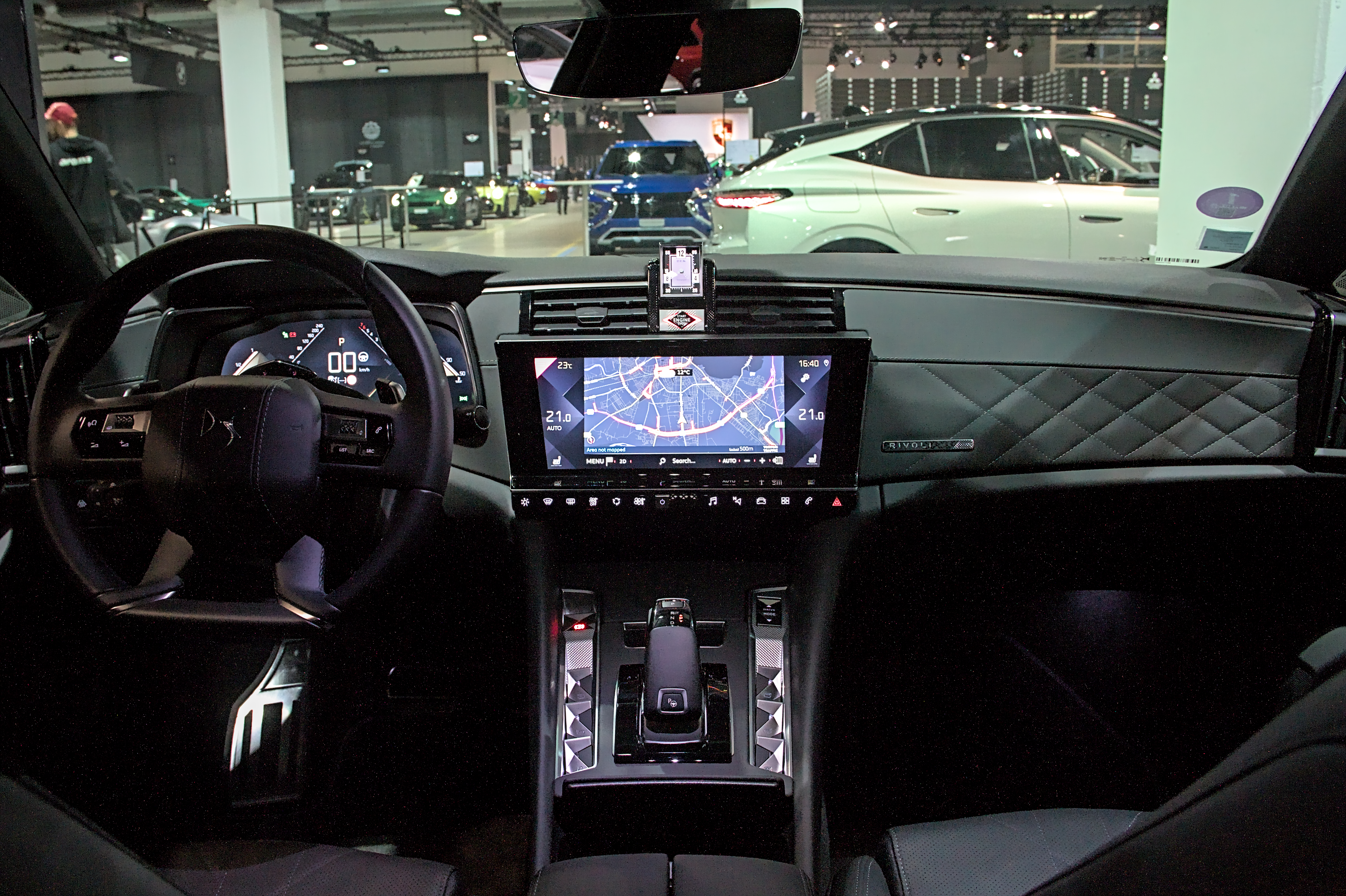
Intérieur

- Rivoli
- Performance Line
- Opera (à partir de mai 2023)

À partir de 2024
- Pallas
- Étoile

### Séries spéciales
- Opéra Première (2022)[11]
- Esprit de Voyage (2023)[12]

Deux éditions uniques ont également été réalisées : 
- DS 9 Métiers d'art, avec un intérieur confectionné par Anne Lopez, lauréate du premier appel à créations DS x MÉTIERS D'ART.
- DS 9 teinte irisée effet scarabée, vue lors de la Paris Fashion Week.

## Caractéristiques techniques
La DS 9 repose sur la plate-forme technique modulaire EMP2 du groupe PSA dans sa version la plus longue, qui sert notamment à la Peugeot 508 L (commercialisée uniquement en Chine). Avec un empattement de 2 900 mm, la DS 9 est une berline familiale quatre portes.
Elle ne bénéficie pas de vitres sans encadrements, contrairement à la Peugeot 508, malgré son positionnement voulu plus haut de gamme que sa cousine Sochalienne.

### Design
La DS 9 est dotée de feux de position latéraux situés en haut de la lunette arrière, en hommage direct aux clignotants cornets de la Citroën DS originelle qui ont perduré pendant 20 ans, de 1955 à 1975. Pour des raisons de législation moderne, ceux-ci n'ont pu être véritablement clignotants sur la DS 9.
La longue barrette chromée positionnée au centre du capot moteur incluant le badge DS qui s'étend de la calandre jusqu'au pare-brise, est quant à elle un clin d'oeil aux productions automobiles de la période de l'entre-deux-guerres lorsque les capots s'ouvraient latéralement en deux parties (ouverture dite "papillon"), laissant ainsi cet espace souvent chromé. Notamment sur les modèles luxueux.
Pour le reste, la DS 9 reprend les codes stylistiques habituels de la marque, avec la calandre « DS Wings », les feux arrière ciselés en « écailles » et les poignées de porte affleurantes inaugurées sur la DS 3 Crossback en 2018.
À l'intérieur, la planche de bord s'inspire très largement de celle de la DS 7 Crossback avec un écran pour l’info-divertissement allant jusqu'à 12 pouces.

Inspiration et hommages stylistiques
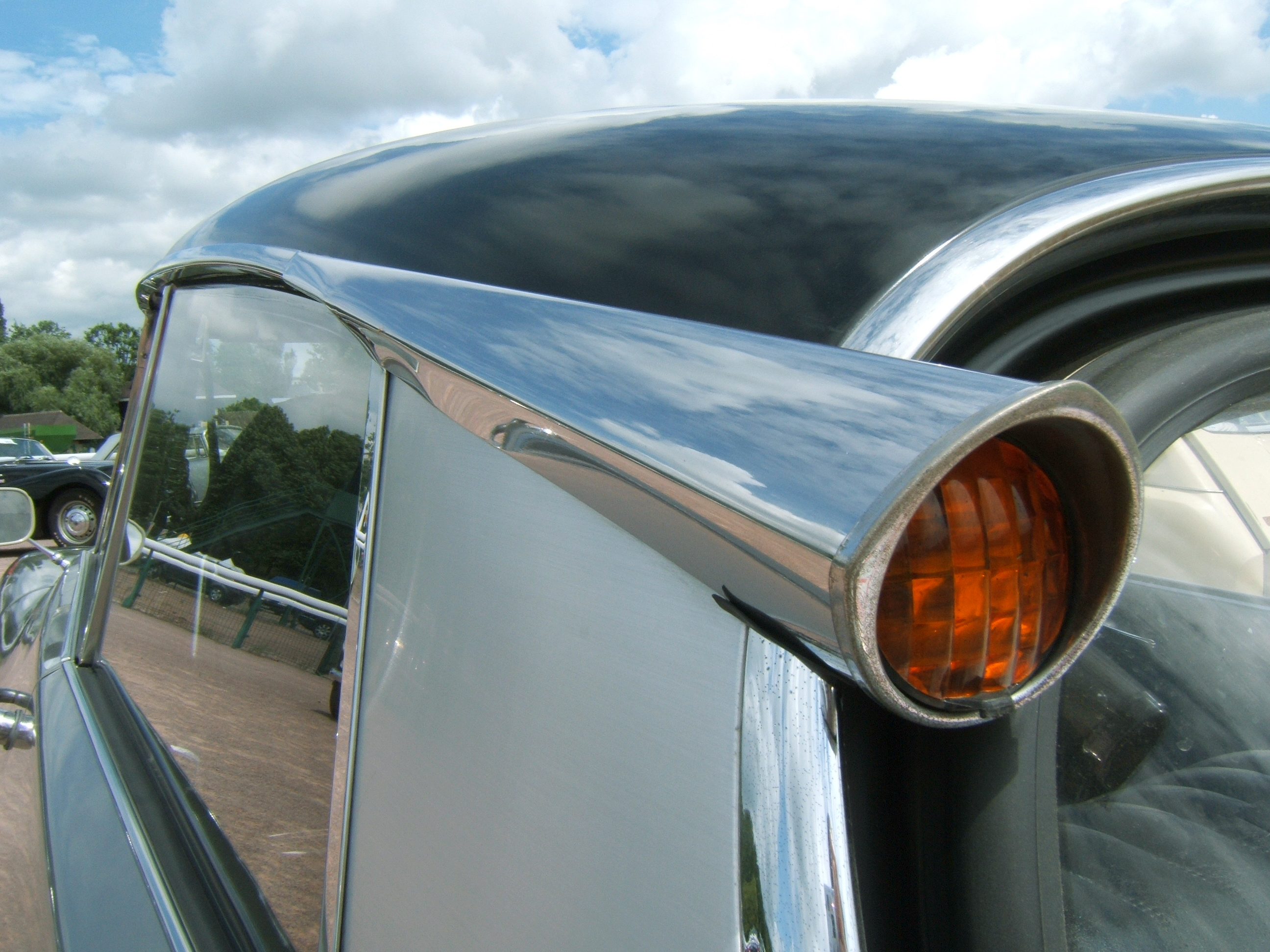
Un des clignotants "cornets" sur les Citroën DS et Citroën ID.
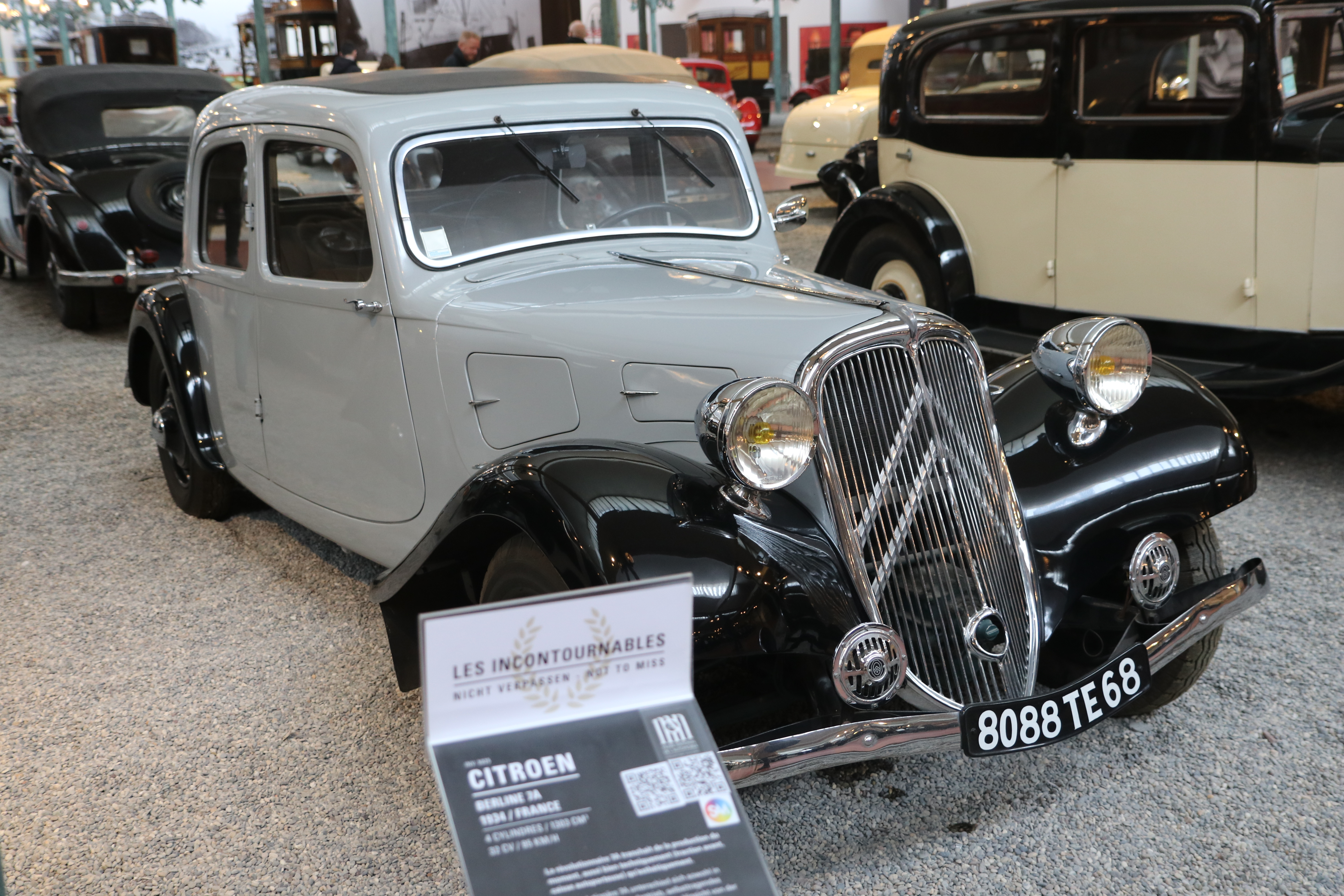
La barrette chromée est un clin d'oeil aux productions des années 20/30 alors que les capots s'ouvraient latéralement en deux parties. Ici sur une Citroën Traction Avant de 1934.

### Motorisations
|                            | PureTech               | PureTech Hybrid | PureTech Hybrid |
| -------------------------- | ---------------------- | --------------- | --------------- |
| Moteur                     | 4 cylindres            | 4 cylindres     | 4 cylindres     |
| Cylindrée                  | 1 598 cm3              | 1 598 cm3       | 1 598 cm3       |
| Puissance maxi             | 225 ch à 5 500 tr/min  | 225 ch cumulés  | 360 ch cumulés  |
| Couple maxi                | 300 N m à 1 900 tr/min | 310 N m cumulés | 520 N m cumulés |
| Boîte de vitesses          | EAT8                   | EAT8            | EAT8            |
| Vitesse maxi               | 236 km/h               | 240 km/h        | 250 km/h        |
| 0-100 km/h                 | 8,1 s                  | 8,3 s           | 5,6 s           |
| Consommation (en L/100 km) | 6,9                    | 1,5             | 1.8             |
| Émissions de CO2 (en g/km) | 155                    | 33              | 41              |
| Poids à vide               | 1540 kg                | 1839 kg         | 1909 kg         |

La berline de DS partage certaines motorisations avec sa cousine technique la Peugeot 508 de seconde génération, à l'exception des motorisations diesel qu'elle délaisse.
Elle hérite ainsi du quatre cylindres turbo essence 1.6 PureTech de 225 ch et des versions hybrides rechargeable qui sont au nombre de trois. La première associe un moteur essence 1.6 PureTech de 180 ch et un moteur électrique de 80 kW (110 ch) intégré dans la boîte automatique à 8 rapports, pour une puissance cumulée de 225 ch, l'ensemble autorisant une autonomie comprise entre 40 et 50 km en électrique. La seconde développe 250 ch et bénéficie de 50 km d'autonomie. La dernière est la copie de la Peugeot 508 Sport Engineered avec 360 ch et une transmission intégrale. Cette dernière version est fabriquée en Chine comme toutes les autres versions, mais la chaîne de traction est ajoutée au véhicule final en France, à Poissy.
Les 3 versions plug-in hybrides utilisent une batterie lithium-ion d'une capacité de 11,9 kWh.
La motorisation essence 1.6 PureTech 225 ch non-hybridée est retirée de la gamme européenne en septembre 2022,.

## Ventes
Approximation du nombre d'exemplaires vendus par année dans le monde depuis 2021 en utilisant les données disponibles sur les principaux marchés :
| 2021 | 2022 | 2023 | 2024 | Total |
| ---- | ---- | ---- | ---- | ----- |
| 3137 | 2735 | 1137 |      | 7009  |

La Chine, la Turquie et la France absorbent la majorité de la production du véhicule